# Al-Hufuf

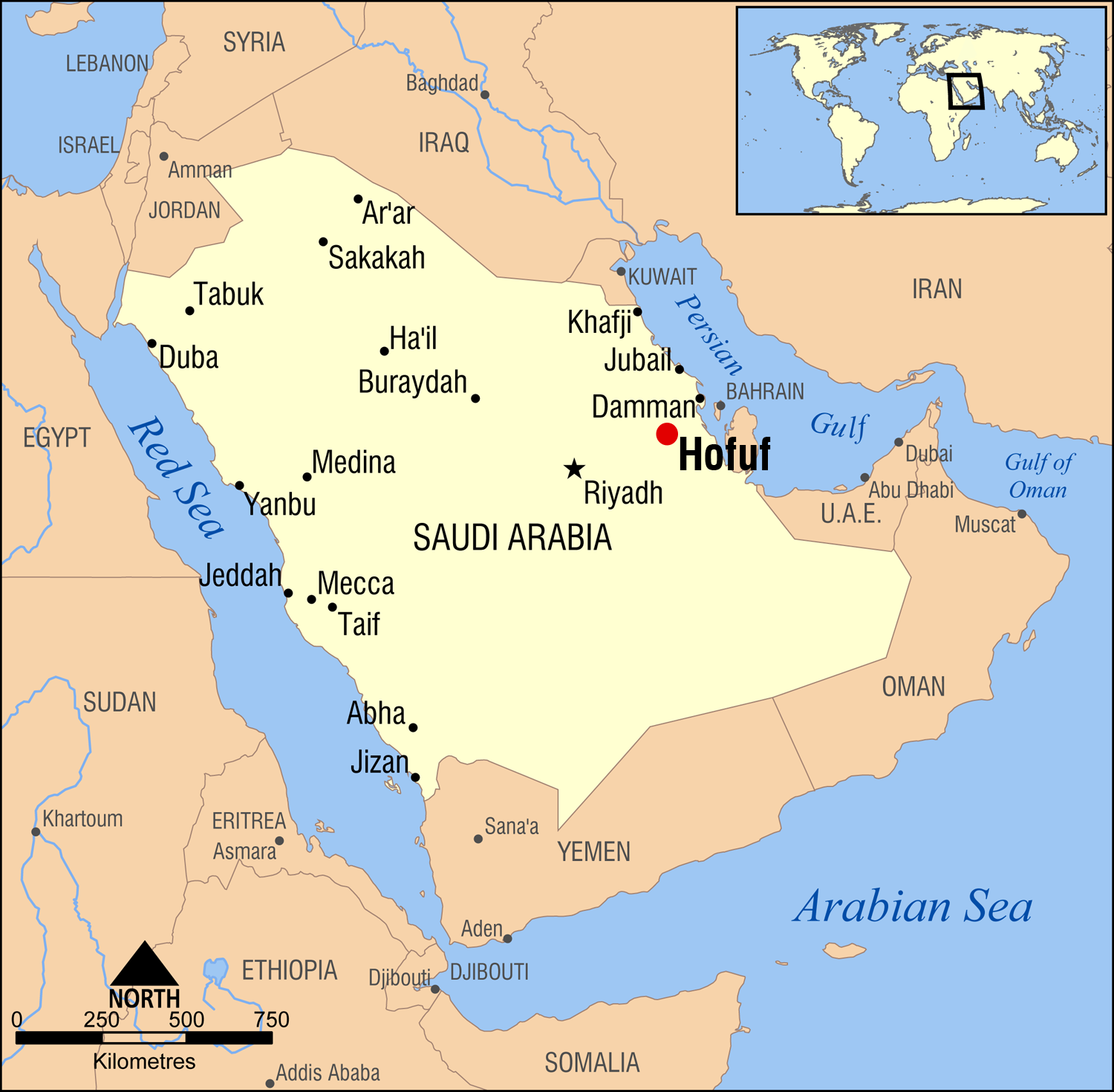
Lägeskarta.

al-Hufuf (arabiska الهفوف) eller Hofuf är en stad i Saudiarabien, belägen i oasen al-Hasa i provinsen ash-Sharqiyya, omkring 30 mil ostnordost om huvudstaden Riyadh. Staden hade 660 788 invånare vid folkräkningen 2010, och är ett viktigt handels- och marknadscentrum med betydande dadelproduktion. Väster om staden ligger oljefältet Ghawar, som är världens största.